# Kristian Henriksen
Kristian „Svarten“ Henriksen (* 3. März 1911 in Ski; † 8. Februar 2004) war ein norwegischer Fußballspieler und -trainer.

## Karriere

### Verein
Henriksen begann seine Spielerkarriere 1928 beim Gleng Fotballklubb in Sarpsborg. 1931 wechselte er zu Sarpsborg FK. In den Jahren 1936 und 1937 war er für Frigg Oslo FK aktiv. Von 1938 bis 1946 spielte er für Lyn Oslo. Mit diesem Verein gewann er 1945 und 1946 den norwegischen Fußballpokal.

### Nationalmannschaft
Zwischen 1934 und 1946 absolvierte Henriksen 28 Länderspiele für Norwegen, in denen er ohne Torerfolg blieb.
Bei den Olympischen Spielen 1936 in Berlin stand er im norwegischen Aufgebot, wurde im Verlauf des Turniers, bei dem Norwegen die Bronzemedaille gewann, jedoch nicht eingesetzt.
Anlässlich der Fußball-Weltmeisterschaft 1938 in Frankreich wurde Henriksen in das norwegische Aufgebot berufen und kam im Achtelfinalspiel gegen Weltmeister Italien zum Einsatz.

### Trainer
Nach seiner aktiven Spielerkarriere war Henriksen von 1947 bis 1948 und noch einmal von 1957 und 1958 als Trainer bei Vålerenga Oslo tätig.
1959 betreute Henriksen für ein Jahr die norwegische Nationalmannschaft.

## Erfolge
- Olympische Bronzemedaille: 1936
- Norwegischer Pokalsieger: 1945 und 1946